# 奇想屋
奇想屋是一座位於西班牙坎塔布里亞的科米利亚斯的一座別墅，由安東尼·高第設計。該建築物於1883年至1885年由來自雷烏斯的建築師助理克里斯·卡斯坎特的指導下建造，供一位富有的客戶馬克西莫·迪亞茲·德基亞諾的夏季別莊使用。。該建築也是高第在加泰羅尼亞以外地區為數不多的作品之一。
這件作品屬於高第在東方主義時期（1883-1888）的代表性建築，在這一時期，高第受到近東和遠東（印度、波斯、日本）藝術的啟發，進行了一系列具有明顯東方品味的作品，以及西班牙藝術，主要是穆德哈爾藝術和奈斯爾藝術。高第在建築中大量使用阿茲勒赫瓷磚畫裝飾，以及二尖瓣拱門、裸露的漩渦花飾磚和神廟形式的尖頂或圓頂。
在西班牙內戰後，奇想屋年久失修，西班牙政府於1969年宣佈該建築為文化資產，並在1977年，德基亞諾家族的最後一位後裔皮拉爾·桂爾·馬爾托斯（Pilar Güell Martos） 將這處房產賣給了企業家安東尼奧·迪亞斯 (Antonio Díaz) 後，於1988年正式進行了修復工程，並將其變成了一家餐廳。在1992年被日本美度集團收購後。在2009年，這座建築成為了一座博物館，並開放遊客參觀。

## 歷史

### 興建背景

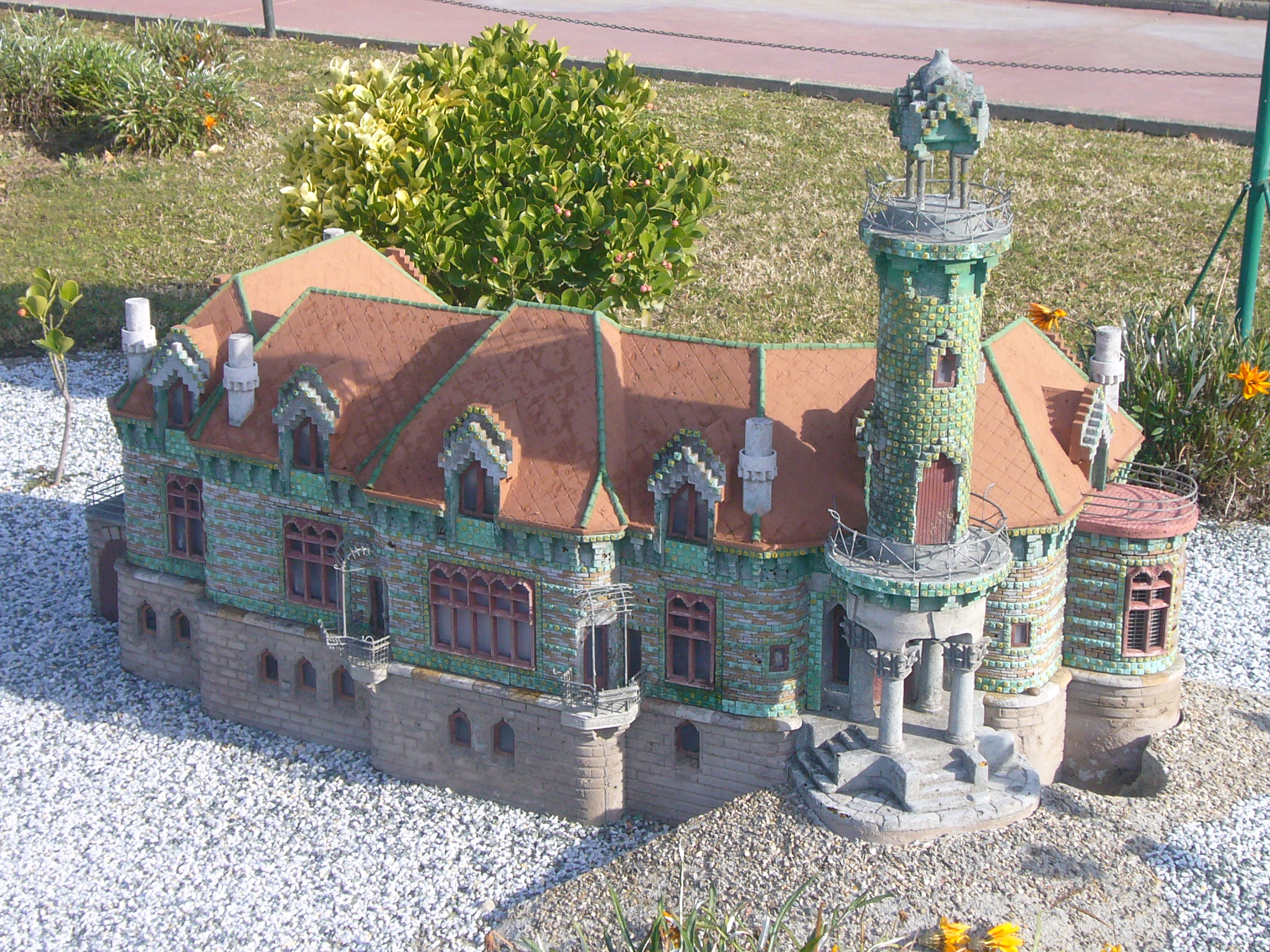
奇想屋的模型

馬克西莫·迪亞斯·德基亞諾·費爾南德斯·德·聖胡安 (Maximo Díaz de Quijano，1838-1885）是一位在古巴發家致富的西班牙人，他是一名律師，思想屬於卡洛斯主义，平時的興趣為音樂和植物学。他是科米利亞斯侯爵安東尼奧·洛佩茲的姨夫，也是加泰羅尼亞商人欧塞比·桂尔的岳父，正因桂爾為主要贊助人的身份，也使得德基亞諾與高第結識。
高第曾是瓊·馬托雷爾在進行為洛佩茲所建的索布雷拉諾宮設計工程的助手，在那裡他設計了宅邸教堂的家具。 1881年，他在科米利亞斯建造了一個形狀像東方式庭院的售貨亭，以慶祝西班牙國王阿方索十二世對該地的訪問。因此，他接受了德基亞諾在宮殿旁建造一棟別墅的委託，並作為德基亞諾在夏天的住所。這座建築最初被命名為基哈諾別墅（Villa Quijano），然而由於充滿活力和獨特的外觀。很快就被稱為奇想屋（El Capricho）。

### 興建
高第在奇想屋的案例中，採用了東方風格作為建築物的主題，與他在巴塞羅那所設計的维森斯之家類似，因此奇想屋帶有著哥德式藝術、東方藝術、穆德哈爾和納薩里藝術的影子。這因素也可能是高第在1876年大學學習期間所做的一個碼頭項目而獲得啟發。
奇想屋的建築工程則是由高弟的同事克里斯·卡斯坎特執行，他基於高弟製作的模型進行工程設計。並在1883年至1885年之間進興建奇想屋，但不幸的是，德基亞諾沒能長期居住於此，並在居住幾個月後就去世了。由於並未有後代，別墅的財產則歸於他的妹妹貝尼塔·迪亞斯·德基亞諾（Benita Díaz de Quijano）所有；貝尼塔的兒子聖地亞哥·迪亞斯·德基哈諾（Santiago López y Díaz de Quijano）則於在1914年對建築進行了第一次房屋改造，其中替換了溫室，並更換了陶瓷瓦以纖維水泥板取代。

### 近代
西班牙內戰後，奇想屋陷入了廢棄狀態，儘管西班牙政府1969年被宣佈為文化利益遺產。 1975年，高第的故鄉雷烏斯市政府也曾建議將建築物遷至該城市，但該項目最後否決。
1977年，德基哈諾最後一個後裔皮拉爾·桂爾·馬爾托斯（Pilar Güell Martos） 共以1600萬比塞塔的價格將其出售給了企業家安東尼奧·迪亞斯 (Antonio Díaz) ，迪亞斯的兒子們安東尼奧（Antonio）和埃內斯托（Ernesto）接管了這棟建築物後，經過3000萬比塞塔的翻新工程後，於1988年以「高第的奇想屋」為名義在建築開設了餐廳。
1992年，奇想屋被日本的Mido Development集團以8000萬比塞塔的價格收購。由於经济大衰退，餐廳被迫關閉。最後，這座建築物被改造成博物館，在2010年7月對公眾開放。

## 建築設計

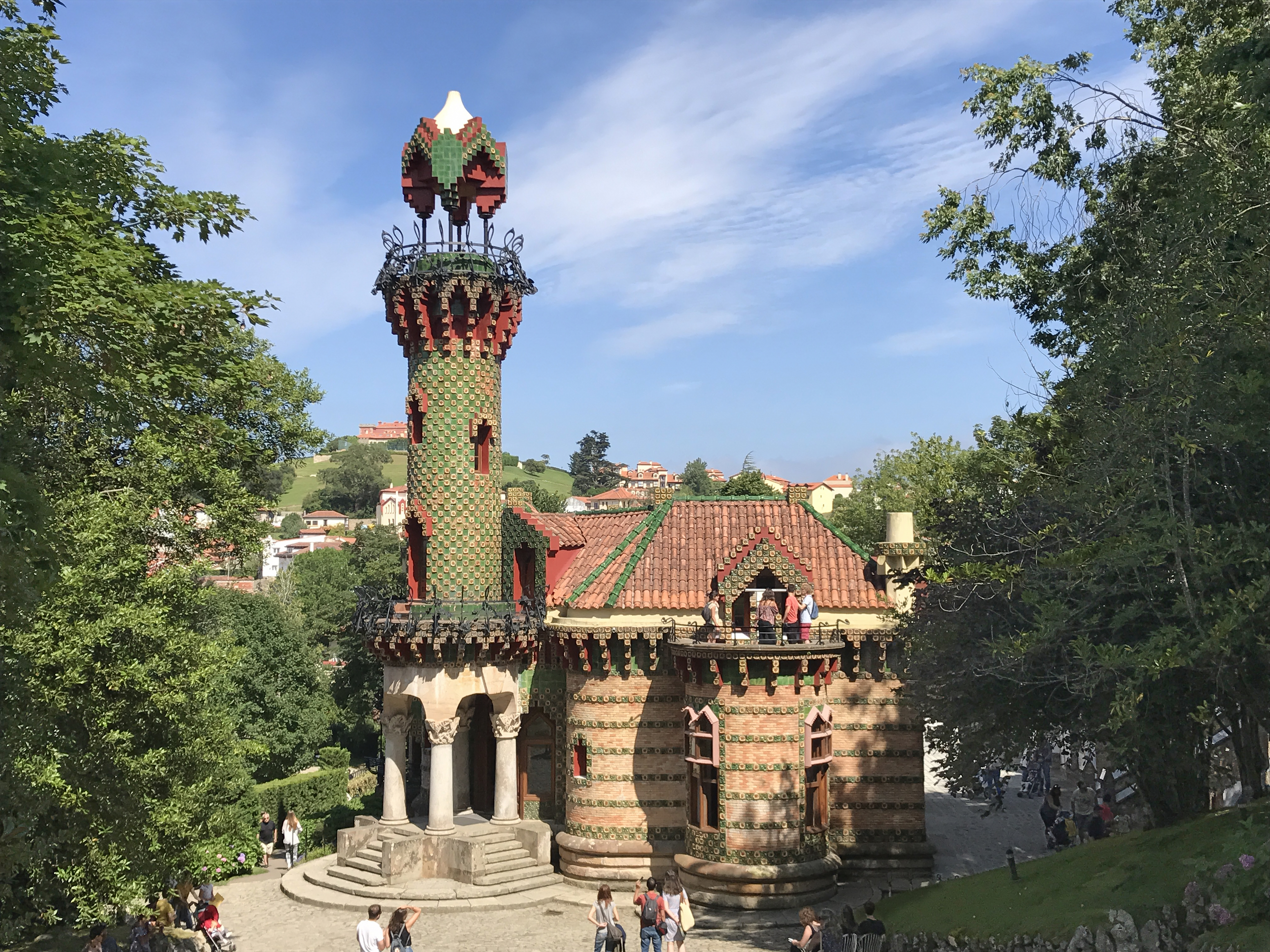
奇想屋
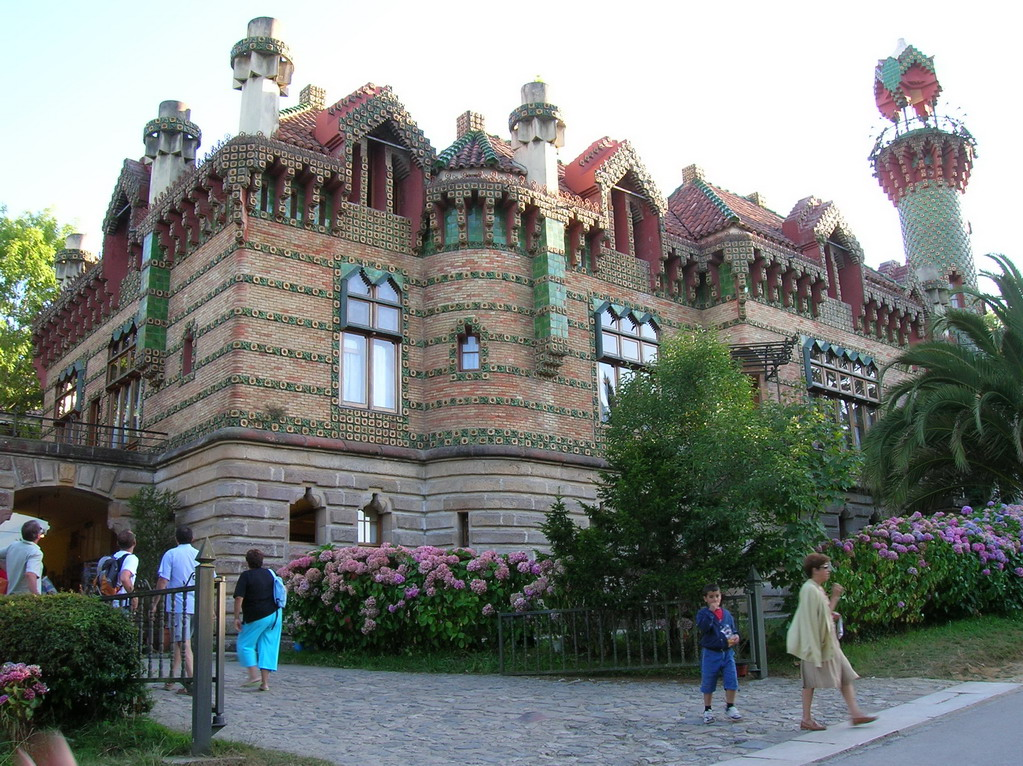
奇想屋的主要立面
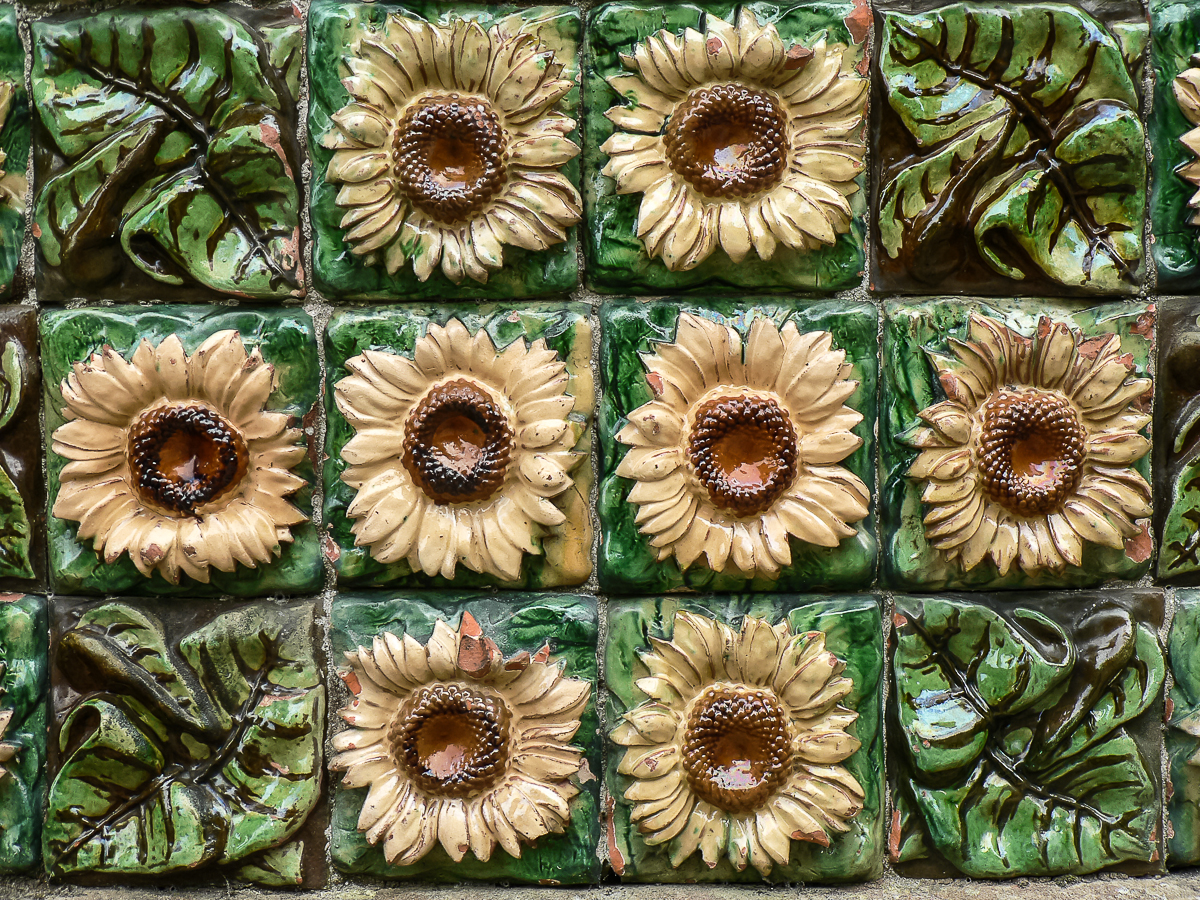
奇想屋立面所具有的向日葵圖案瓷磚細節。
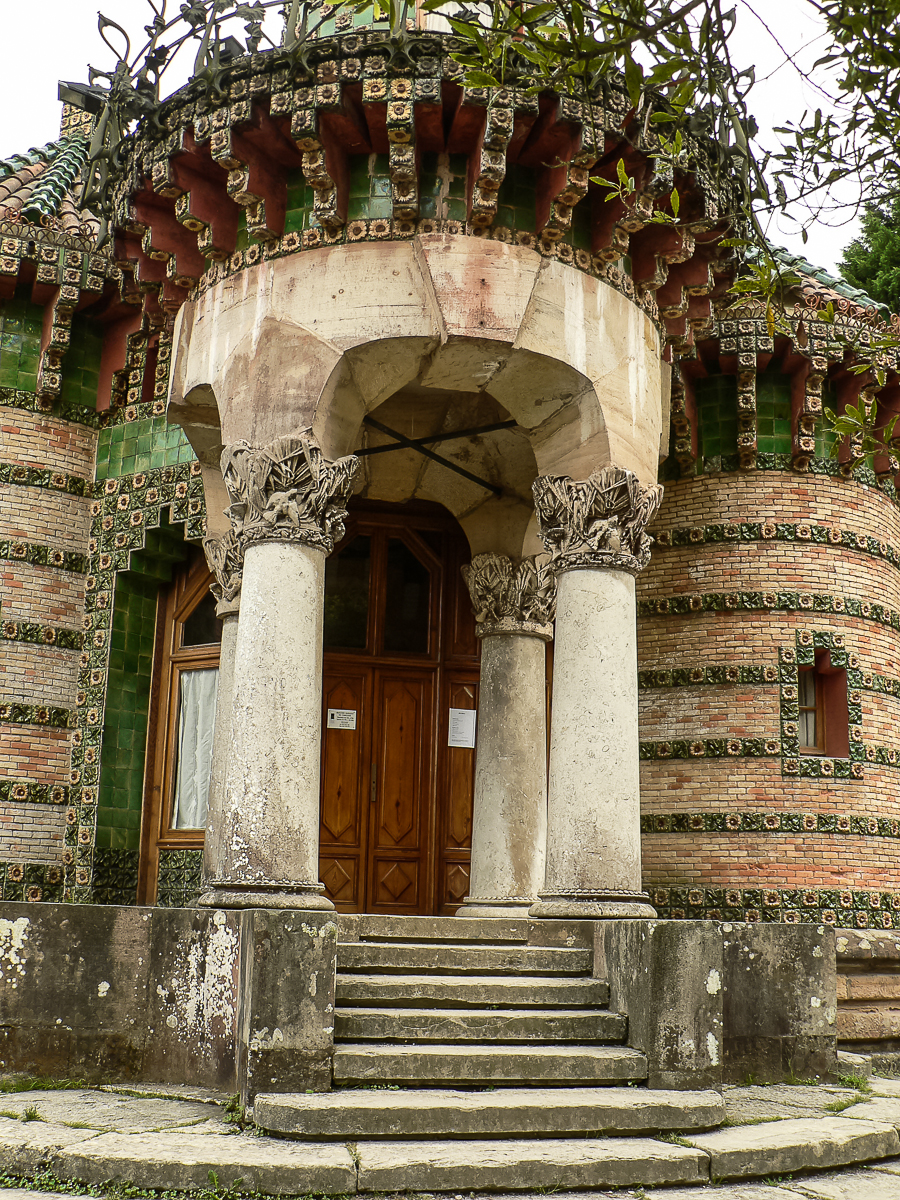
位於奇想屋西北側處的入口門廊
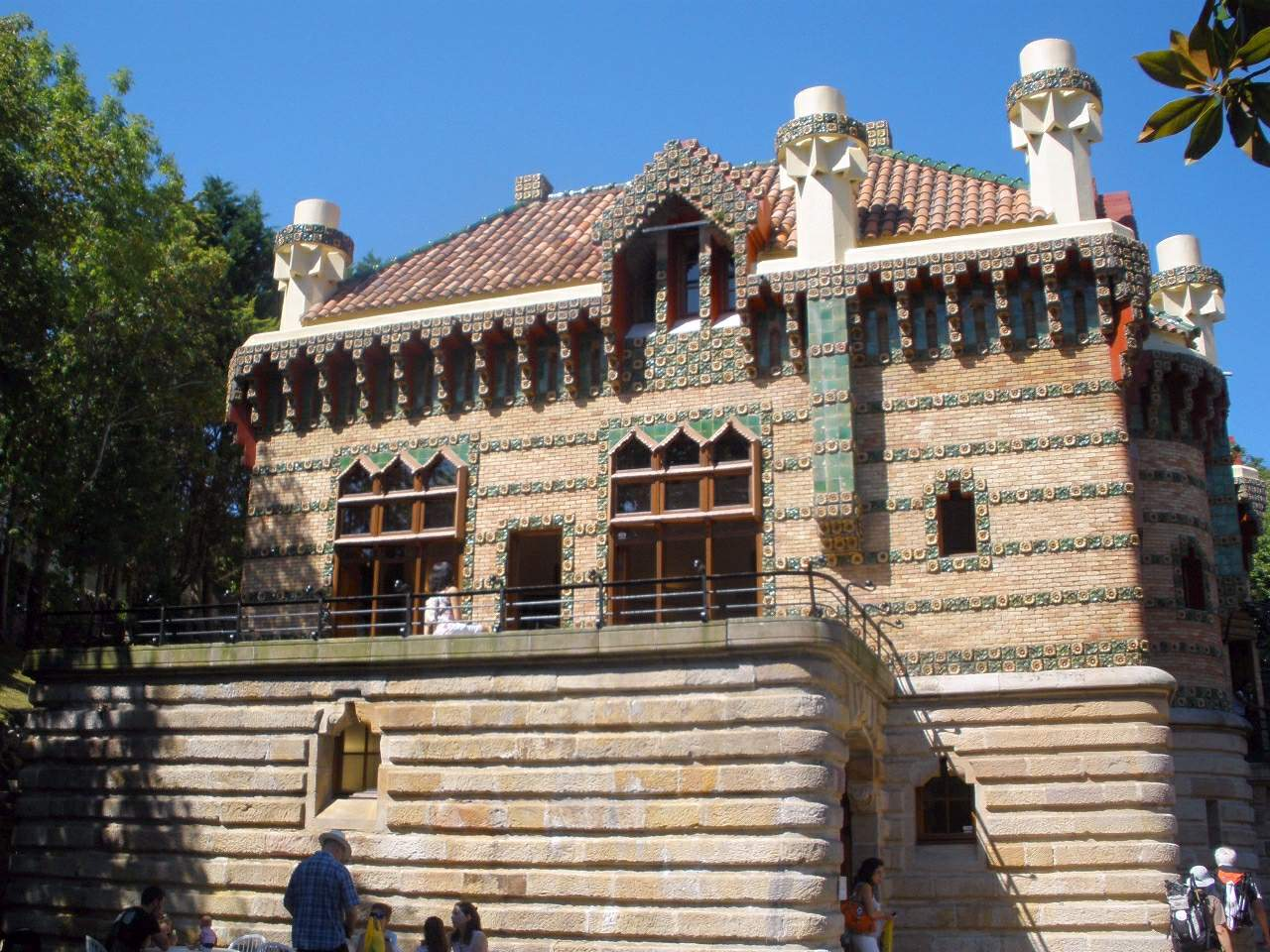
東立面的車庫

### 外觀
奇想屋座落於一座傾斜的山谷上，該土地過去曾是一片栗樹林，山谷的坡度向海傾斜暴露在北方。因此建築師在建築的設計中必須考慮到所有地理因素，高第通過一個水平的體積項目解決了這個問題，將白天區域的立面定向到北方。周遭土地的平整是通過部分清空農田所獲得的，該農田包含後花園中帶有牆的斜坡。高第在奇想屋的設計中保留了之前在這片土地上的兩座建築：一座溫室和一座小寺廟，他分別將它們改造成了建築的中央主體和尖塔底部。除了建築，高第還設計了奇想屋的花園設施，其中包括一個人工石窟。
奇想屋呈細長的「U」形平面構造，表面積為720平方公尺，建筑平面图為15×36公尺。建築物的結構包含一個半地下室、主樓層和閣樓，並由兩個螺旋樓梯相連，其立面最為主要的特徵包括一個波斯叫拜樓形狀的圆柱体塔樓，其結構完全用陶瓷覆蓋。此外，奇想屋的建築使用了各種材料，包括石、磚、瓦、鐵等，並以不同的深淺組合在一起，使整體的色彩顯得更加豐富。

### 立面
主立面的建築結構是由一系列水平的黃赭色方石條帶和綠色條帶組成，並且綠色條帶上黃色向日葵花飾饰。牆壁是裸露的磚砌形狀，枕頂部是彩色漩渦花飾的簷口。屋頂為人字形，覆蓋著瓷磚。在平面圖中，建築物的曲線突出，各種疊加的半圓形體從佈景中脫穎而出，甚至角部也呈現凹曲線形狀。建築的主要入口在西北側，在一個巨大的門廊中，一座尖塔矗立在其上，尖塔則設有四根柱子和帶過樑的柱头，裝飾著鳥和叢櫚，其正門窗呈交錯狀，內弧貼著青瓦，門柱作葵花形。
建築中央主體的水平度與塔樓的垂直度形成鮮明的對比，尖塔高20公尺，類似於伊斯蘭尖塔，作為觀景臺，從尖塔的高度可以看到坎塔布里亚海海濱的風景。在圓柱形的平面圖，尖塔由三部分組成：位於入口門廊上方的露台與建築物的簷口水平，中體則覆以青瓦葵花呈方格狀排列。觀景台有另一個帶有鍛鐵欄杆的平台，欄杆上有著音樂圖案。頂部是一個由四根鐵柱支撐的幾何形狀的寺廟。
建築的側面呈現出不同的平面圖：西側的立面與主立面、門廊和塔樓包含在入口道路前面，旨在接待遊客，由於西側為地勢最高的地方，所以建築的基座共有80厘米高。東立面位於土地的最低部分，因此這一側的柱基高3.5公尺。作為主臥室、遊戲室、輔助臥室使用。主臥露台下設有車庫，由於地勢傾斜，車庫為半地下室格局。
建築後方的立面對應於過去溫室所在地的玻璃門廊，這個立面位於建築物構成之「U形」內部，同時也作為後花園所在地的私人區域，此外溫室也充當建築物的熱調節器使用。溫室後方的立面和花園間設有一個天井，面積為130平方公尺，花園部分由磚牆和白色瓷磚製成的連續長凳包圍著。
莊園的花園面積為2,500平方公尺，由高第親自設計。該區域幾乎沒有經過修改，因此幾乎保留了原始設計。與他的其他作品一樣，這位建築師對環境表現出極大的尊重，在他的項目中使用了原生材料。地形的主要改變是由於它的不平坦，這導致他從最高的區域提取石頭以建造道路、牆壁和樓梯。園內以位於西端的石窟最為突出，進門窗有楣梁，內連石凳。在面向後立面的長凳上有一尊高第青銅坐像，這是雕刻家馬可·埃雷羅斯於1989年所製作的作品。

### 內部

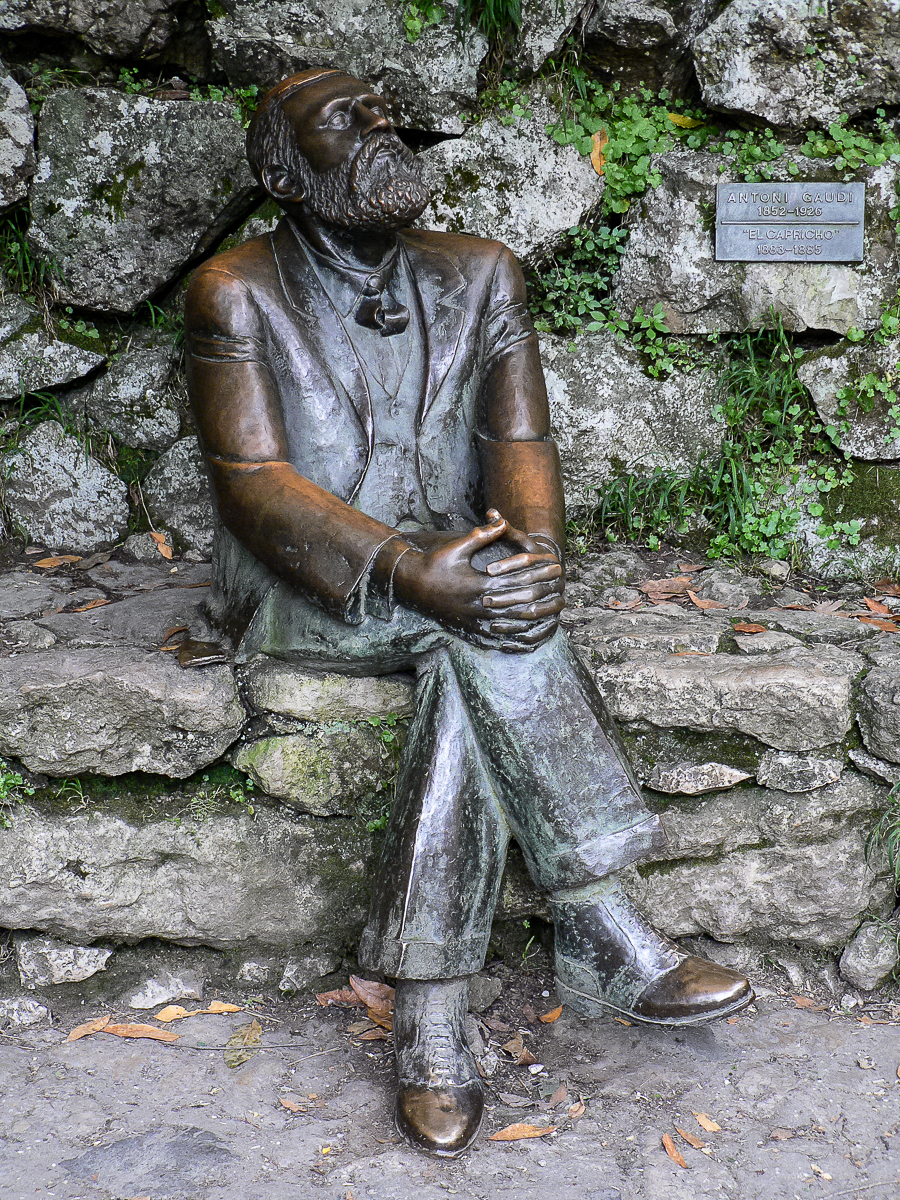
高第青銅坐像
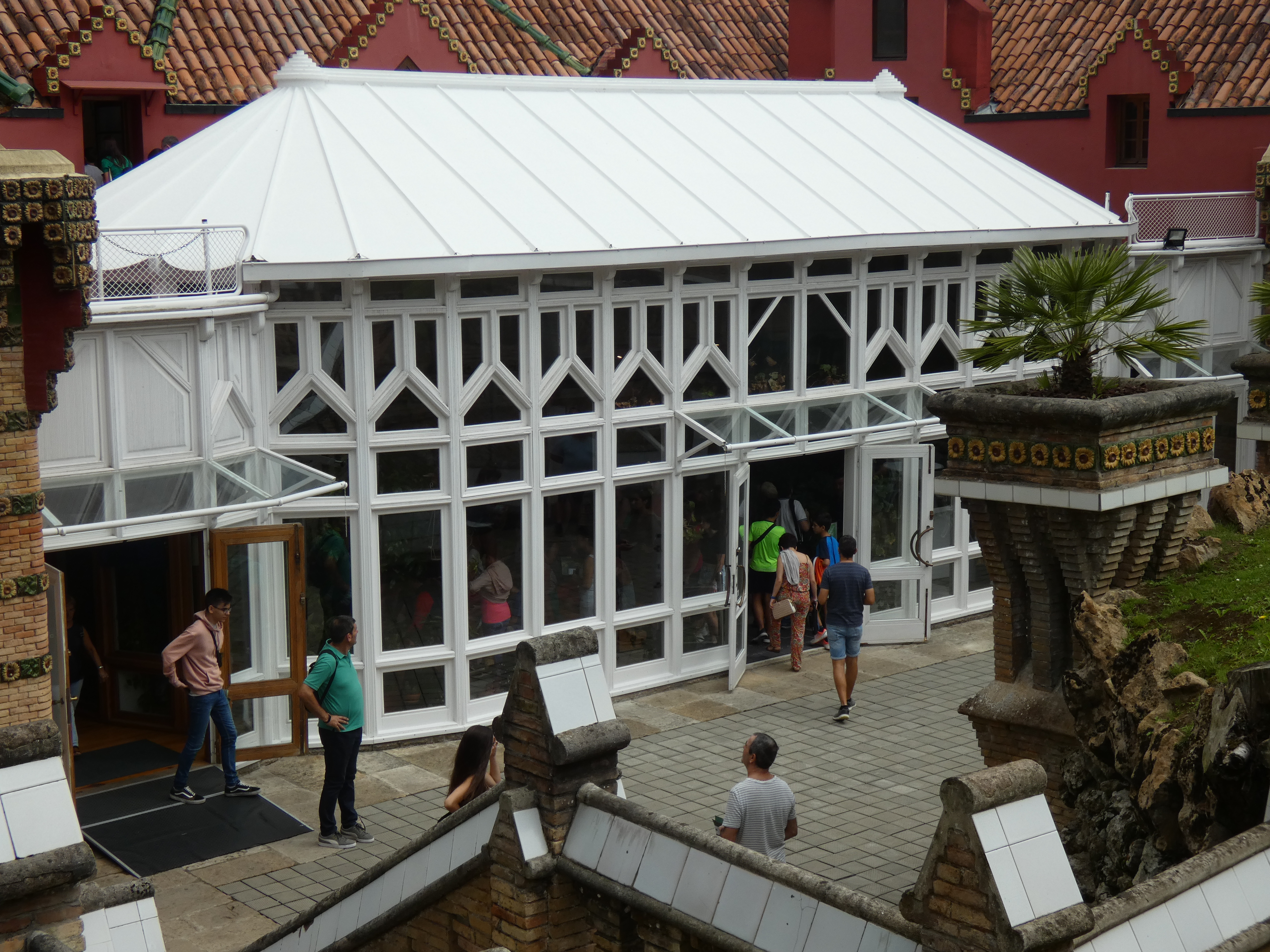
溫室
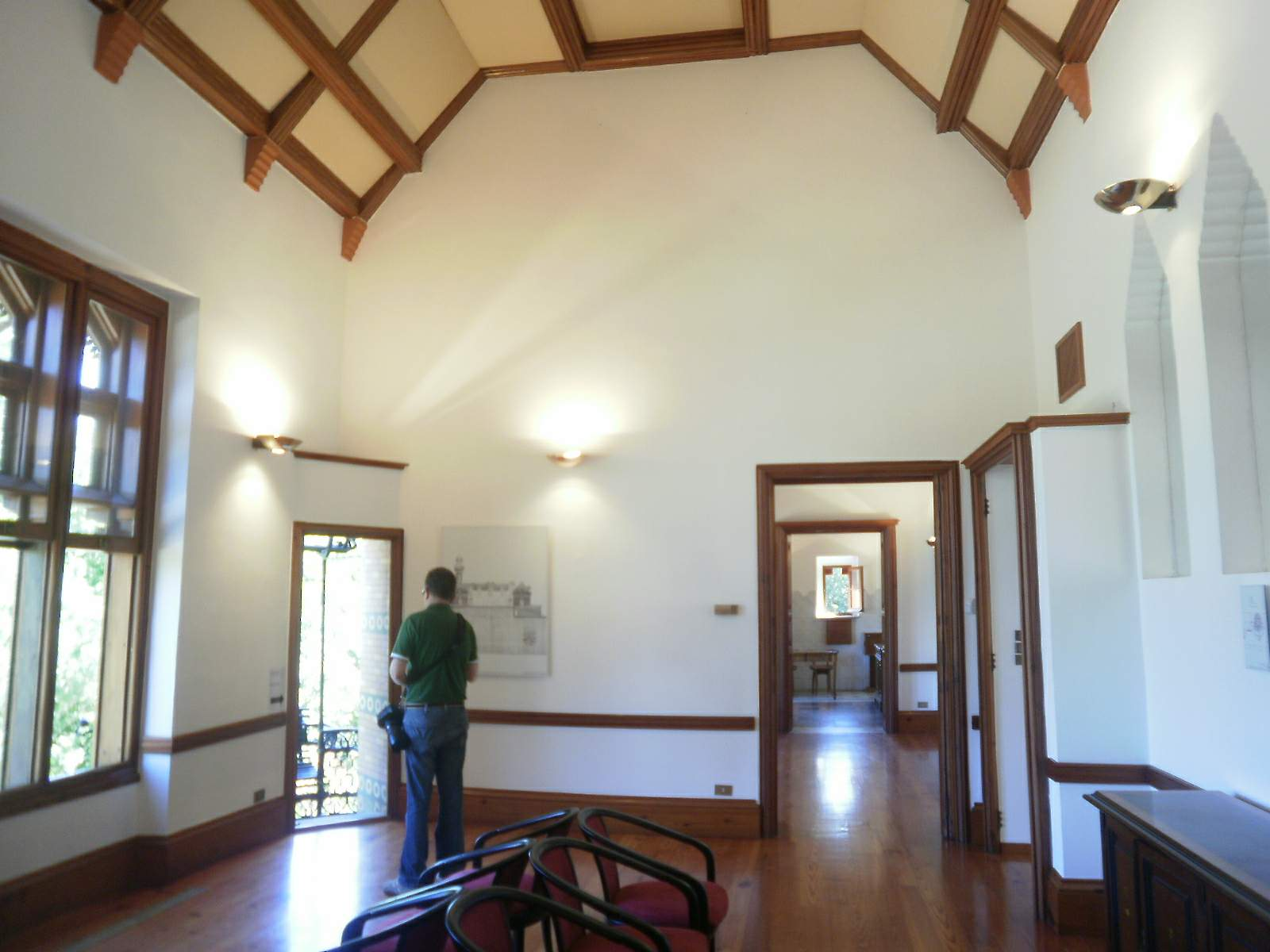
主廳
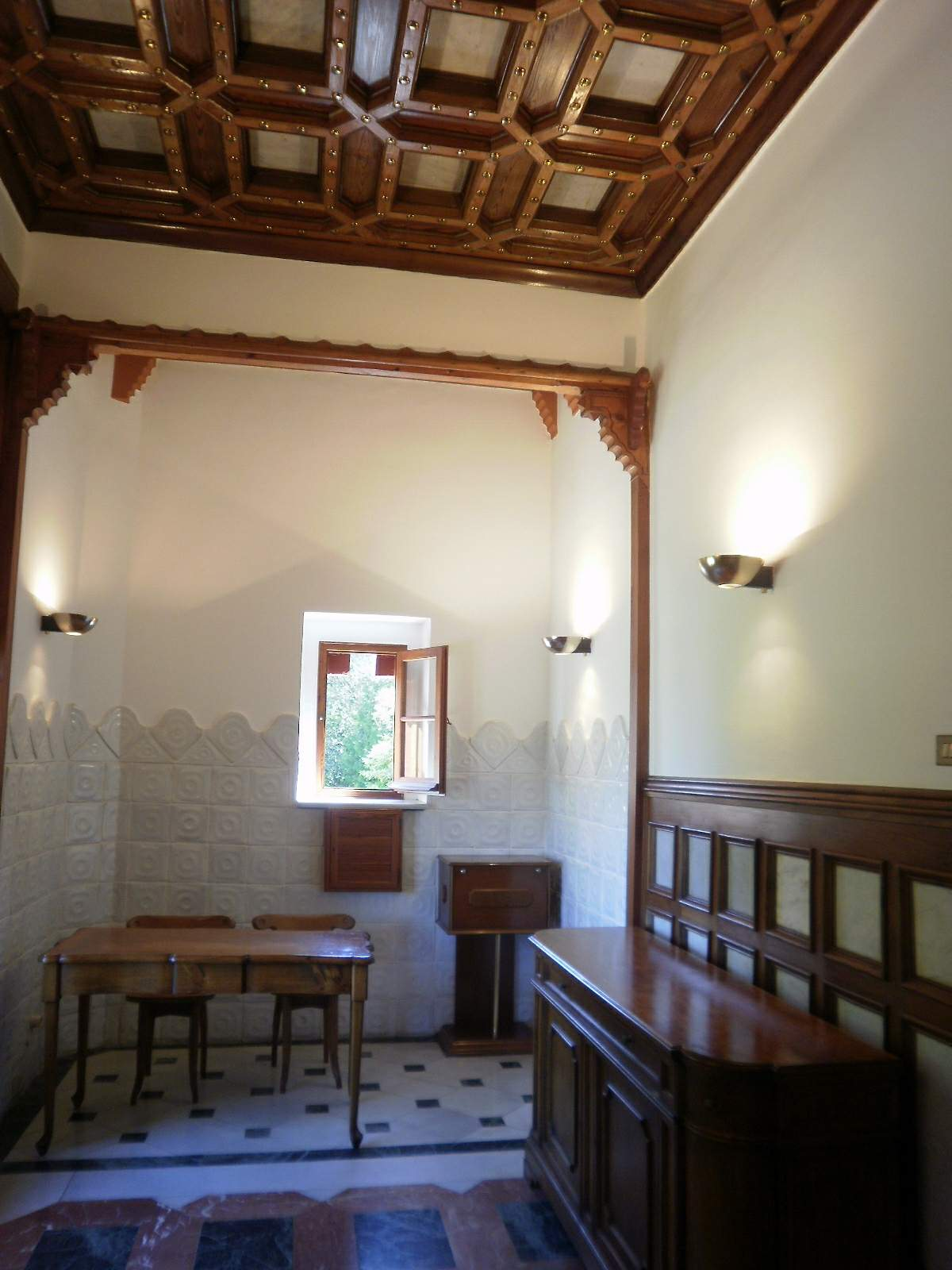
浴室

房子的室內設計主要反映了奇想屋作為一人住宅所設計的功能，同時也具有娛樂目的，作為一座專為休息和度假而設計的建築。奇想屋內部共有三層樓：地下室是廚房、儲藏室和儲藏室，主樓則作為住宅以及閣樓使用，主層有五個房間、大廳和浴室，由平行於溫室的寬分配器連接。高迪根據太陽的路徑分配空間，將早間活動的房間佈置在南邊，晚間活動房間佈置在西邊，夏季活動房間佈置在北邊。
內部的裝飾是使用當時最好的各種裝飾品，如彩色玻璃、陶瓷和木雕。大多數裝飾圖案都帶有幾何和植物性質，例如花朵和葉子，但也有一些動物，主要是鳥類。
大堂位於尖塔腳下的入口門廊後面，面積為12平方公尺，呈六角形，充當三層樓之間的連結區域。其地板由圓形大理石板組成，而天花板則採用木製格子天花板，中間有一條五梁，兩組七梁橫穿房間。大堂設有帶幾何形狀邊框和觀賞植物圖案的彩色玻璃窗。

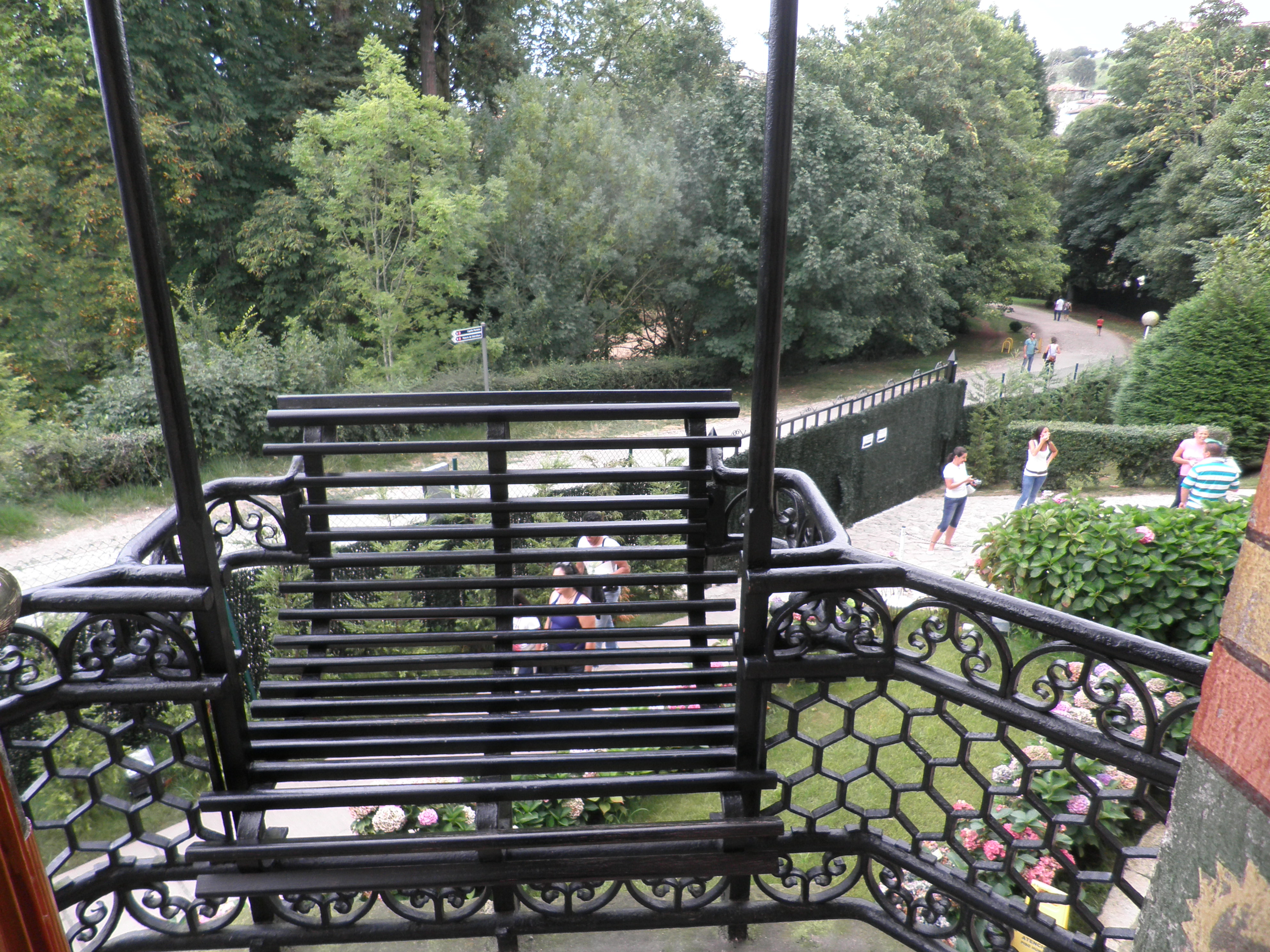
主廳以鍛鐵製成的長凳欄杆
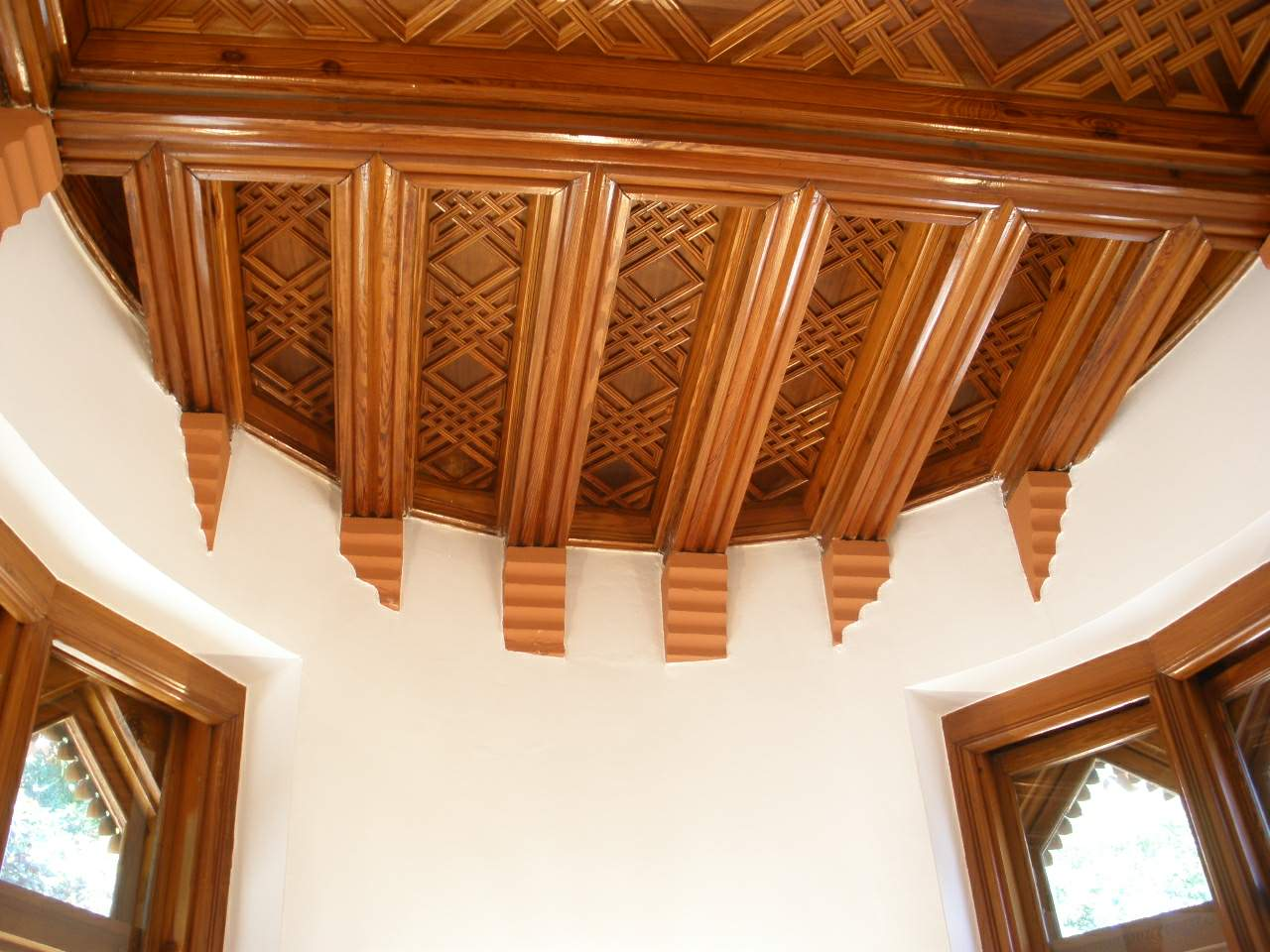
天花板的格子天花板。
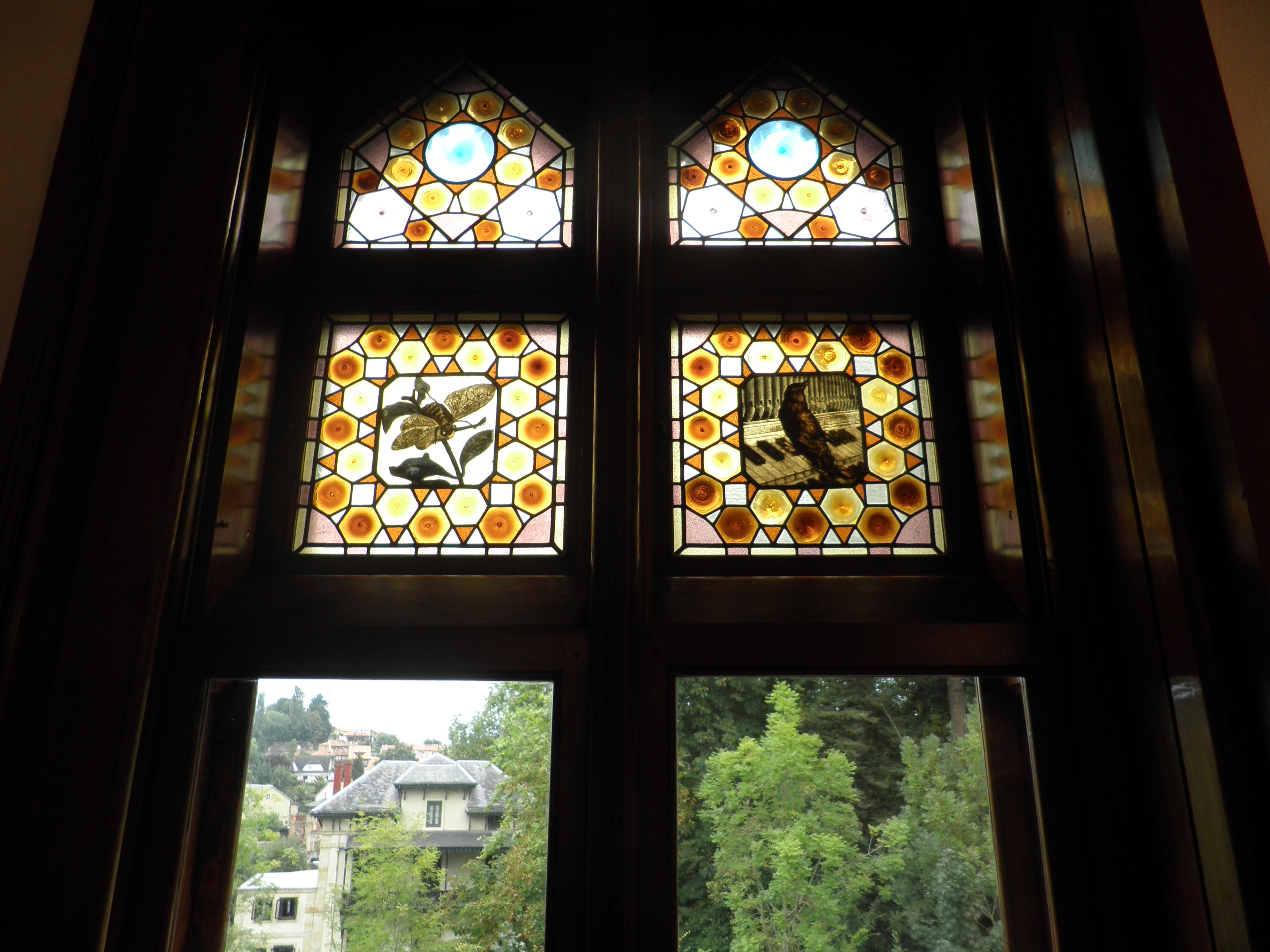
室內的彩色玻璃窗，注意玻璃上的植物和動物圖案。
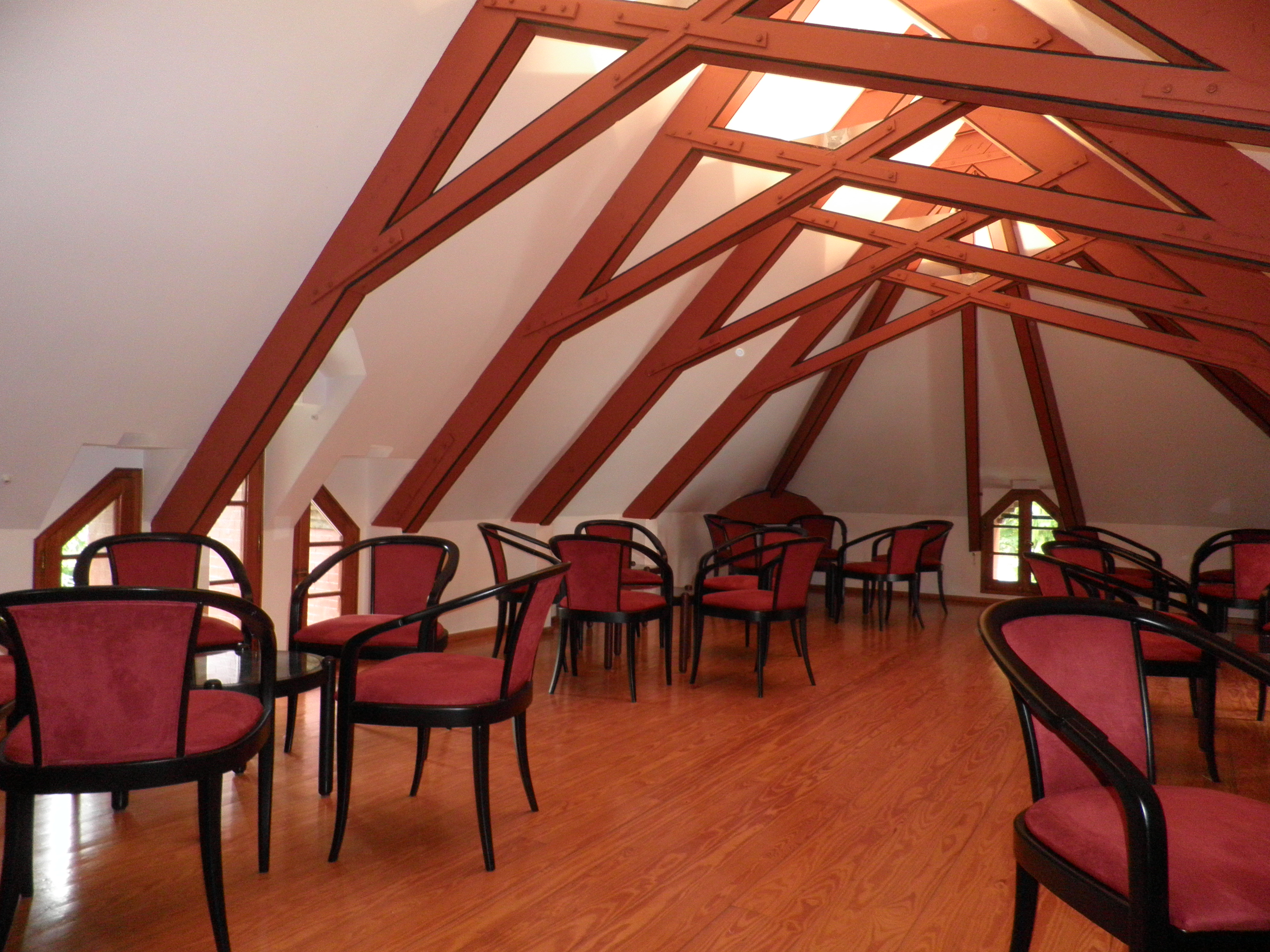
帶橫梁結構的閣樓。

大堂和主廳之間是16平方公尺的會客室。這個房間實現了雙重功能：在更正式的環境中作為大廳，以及在更非正式的層面進入房子的其餘房間，會客室與所有房間的分配廊相連，原則上只有家人和朋友進入。這個房間的主要材料是覆蓋地板、天花板、地腳線、門窗以及壁爐的木材。大多數裝飾圖案本質上都是幾何圖形圖案。
主廳面積為35平方公尺，雙層高度達到建築物的屋頂，將閣樓分為兩部分。由於它位於北灣，因此成為溫室的對位點，該房間舒適明亮，但又帶有一定的樸素，正如主人所希望的那樣。屋頂呈倒置的中殿形狀，最初的可能設計為玻璃屋頂，但最後從未建成。在房間裡有一扇帶推拉窗的大窗戶，配備了一個隨配重移動的滑動系統。室內區域有四扇朝陽拱門形式的窗戶，可以俯瞰走廊並讓正午的光線進入。房間的兩個陽台設有以鍛鐵製成的長凳欄杆。房間旁邊設有一間小餐廳。
主廳旁邊是遊戲室，面積為37平方公尺，這是一個用於娛樂目的的多功能房間，但也可以作為次要臥室使用。該房間設有包括一個6平方公尺的半圓形畫廊，作為主要用作吸煙室的附加環境，其靈感來自阿拉伯建築。這個房間的地板是鑲木地板，與木格子天花板相得益彰，裝飾著同樣是木雕的花朵。遊戲室的裝飾是房子裡最豐富的，由木頭、陶瓷和鐵製成，帶有植物和動物圖案。
東立面是主臥室，面積42平方公尺，是僅次於溫室的最大房間，甚至比主客廳還大，可見主人對私人生活的重視。由於它的大小，在1914年的翻修中它被分成了兩個房間。主臥室是一間明亮的房間，窗戶朝東和朝南，還有通往位於車庫屋頂的26平方公尺露台的通道門。房間設有一個精緻的方格天花板，橫梁由對角托樑網絡交叉，交叉處有植物圖案的裝飾性尖頂。臥室旁邊則為浴室，面積為14平方公尺，舖有大理石地板，淋浴區舖有瓷磚，配有木質和大理石踢腳板以及木質格子天花板。窗戶上有帶有植物和鳥類圖案的彩色玻璃窗。
在房子南側，溫室建在以前具有相同用途的建築物的頂部；該建築於1914年整修房屋時毀壞，1988年按原設計重建。溫室的表面積為72平方公尺，高6公尺，其建築是用白色釉面木結構建造的。這個房間充當房屋的熱調節器，白天吸收熱量，晚上將其釋放到其他房間。溫室與房子的內牆一起形成走廊，作為主樓層的分佈結構。
主樓層以上是閣樓，由於其高度達到建築物的屋頂，因此被主房間一分為二，可通過兩個螺旋樓梯進入。閣樓的總面積140平方公尺，採用人字形屋頂及木樑結構，除了作為倉庫或服務等用處外，閣樓還作為熱調節器的目的將主樓層與外界溫度隔離開來。兩個翼樓由一條平行於溫室屋頂的外部走廊連接。
奇想屋的許多結構和裝飾解決方案都響應了主人對音樂的熱愛，例如：房子外面的邊界模仿五角星，塔樓的欄杆有高音譜號和十六分音符，在主廳的窗戶上，滑動系統使用了不同密度和大小的管狀鐘，以便在打開和關閉時發出不同的音符聲樂；最後，浴室裡有兩扇彩色玻璃窗，上面畫著一隻蜜蜂在彈吉他，一隻鳥在彈奏風琴。

## 另見
- 高迪的建筑作品

## 外部連結
- 官方网站

43°23′01″N 4°17′34″W / 43.3837°N 4.2927°W